# بخش برونسون (شهرستان هرون، اوهایو)
بخش برونسون (به انگلیسی: Bronson Township) یک منطقهٔ مسکونی در ایالات متحده آمریکا است که در شهرستان هیورن، اوهایو واقع شده‌است.
 بخش برونسون ۶۸٫۰ کیلومتر مربع مساحت و ۱٬۹۷۳ نفر جمعیت دارد و ۲۷۰ متر بالاتر از سطح دریا واقع شده‌است.